# Saison 2 de Stargate SG-1
Chronologie
Saison 1 Saison 3
Cet article présente le guide des épisodes de la deuxième saison de la série télévisée Stargate SG-1.

## Distribution
- Richard Dean Anderson : Colonel Jack O'Neill
- Michael Shanks : Dr Daniel Jackson
- Amanda Tapping : Capitaine Samantha Carter
- Christopher Judge : Teal'c
- Don S. Davis : Major-Général George Hammond

## Épisodes

### Épisode 1:La Morsure du serpent (2/2)
- États-Unis : 26 juin 1998

- Alexis Cruz (Ska'ara/Klorel)
- Tony Amendola (Bra'tac)
- Peter Williams (Apophis)
- Gary Jones (Sergent Walter Harriman)
- Robert Wisden (Lieutenant-Colonel Bert Samuels)

### Épisode 2:La Tête à l'envers
- États-Unis : 3 juillet 1998

- Judy Norton (Talia)
- Katie Stuart (Cassandra)
- Teryl Rothery (Dr Janet Fraiser)
- Peter LaCroix (Edrekh)
- Laara Sadiq (Sergent Laura Davis)
- Tracy Westerholm (Sergent Westerholm)
- David Allan Pearson (Quinta)
- Reg Tupper (Dr Jacobs)
- Nicole Rudell (Infirmière Rita)
- Joe Pascual (Technicien médical)
- Jim Thorburn (Sergent John Adams)
- Benz Antione (Soldat McQuarrie)
- Ian Robison (Garde de l'entrée)
- Woody Jeffreys (Garde de la salle d'embarquement)

### Épisode 3:Perpétuité
- États-Unis : 10 juillet 1998

- Colleen Winton (Dr Greene)
- Bonnie Bartlett (Linéa)
- Kim Kondrashoff (Roshure)
- Laara Sadiq (Sergent Laura Davis)
- Judy Norton (Talia)
- Mark Acheson (Vishnoor)
- Andrew Wheeler (Major Stan Kovacek)
- Colin Lawrence (Major Carl Warren)
- Michael Puttonen (Simian)
- Tracy Westerholm (Sergent Westerholm)
- David Bloom (Prisonnier)

### Épisode 4:Le Maître du jeu
- États-Unis : 17 juillet 1998

Martin Wood
- Adaptation : Jonathan Glassner

- Teryl Rothery (Dr Janet Frasier)
- Jay Acovone (Capitaine Charles Kawalsky)
- Michael Rogers (Colonel John Michaels)
- Dwight Schultz (Le Maître du jeu)
- Robert Duncan (Dr Melburn Jackson)
- Lisa Bunting (Dr Claire Jackson)
- Cathy Weseluck (Résidente)
- Gillian Barber (Résidente)

### Épisode 5:La Princesse Shyla
- États-Unis : 24 juillet 1998

David Warry-Smith
- Adaptation : Robert C. Cooper

- Heather Hanson (Princesse Shyla)
- Gary Jones (Sergent Walter Harriman)
- George Touliatos (Pyrus)
- Teryl Rothery (Dr Janet Fraiser)

### Épisode 6:L'Œil de pierre
- États-Unis : 31 juillet 1998

- Mark Gibbon (Hologramme de Thor)
- Tamsin Kelsey (Gairwyn)
- Andrew Kavadas (Olaf)
- Douglas H. Arthurs (Heru'ur)

### Épisode 7:Un Message dans une bouteille
- États-Unis : 7 août 1998

David Warry-Smith
- Adaptation : Brad Wright

- Tobias Mehler (Lieutenant Graham Simmons)

### Épisode 8:Conseil de famille
- États-Unis : 14 août 1998

- Teryl Rothery (Dr Fraiser)
- Tony Amendola (Bra'tac)
- Peter Williams (Apophis)
- Brook Susan Parker (Drey'auc)
- Neil Denis (Rya'c)
- Peter Bryant (Fro'tak)

### Épisode 9:Secrets
- États-Unis : 21 août 1998

- Carmen Argenziano (Général Jacob Carter)
- Erick Avari (Kasuf)
- Chris Owens (Armin Selig)
- Peter Williams (Apophis)
- Vaitiare Bandera (Sha're/Amonet)
- Douglas H. Arthurs (Heru'ur)

### Épisode 10:Le Fléau
- États-Unis : 25 septembre 1998

- Colleen Rennison (Ally)
- Scott Hylands (Dr Timothy Harlow)
- Tom McBeath (Colonel Harry Maybourne)
- Teryl Rothery (Dr Fraiser)

### Épisode 11:La Tok'ra (1/2)
- États-Unis : 2 octobre 1998 (Partie 1)

- Carmen Argenziano (Général Jacob Carter)
- Steve Makaj (Colonel Robert Makepeace)
- JR Bourne (Martouf/Lantash)
- Sarah Douglas (Yosuuf/Grand Conseiller Garshaw de Belote)
- Winston Rekert (Cordesh)
- Joy Coghill (Saroosh/Selmak)

### Épisode 12:La Tok'ra (2/2)
- États-Unis : 9 octobre 1998 (Partie 2)

- Carmen Argenziano (Général Jacob Carter/Selmak)
- Steve Makaj (Colonel Robert Makepeace)
- JR Bourne (Martouf/Lantash)
- Sarah Douglas (Yosuuf/Grand Conseiller Garshaw de Belote)
- Winston Rekert (Cordesh)
- Tosca Baggoo (Liandra/Anker/Cordesh)
- Joy Coghill (Saroosh/Selmak)

### Épisode 13:Les Esprits
- États-Unis : 23 octobre 1998

- Christina Cox (T'akaya)
- Alex Zahara (Xe'ls)
- Kevin McNulty (Dr Warner)
- Roger R. Cross (Capitaine Connor)
- Rodney A. Grant (Tonane)

### Épisode 14:La Clef de voûte
- États-Unis : 30 octobre 1998

- Jerry Wasserman (Bernie Whitlow)
- Matthew Walker (Roham)
- Tom McBeath (Colonel Harry Maybourne)
- Eric Breker (Major Albert Reynolds)

### Épisode 15:La Cinquième race
- Royaume-Uni : 29 janvier 1999

Martin Wood
- Adaptation : Brad Wright

- Teryl Rothery (Dr Janet Fraiser)
- Tobias Mehler (Lieutenant Graham Simmons)

### Épisode 16:Une Question de temps
Pour les articles homonymes, voir A Matter of Time.
- Royaume-Uni : 22 janvier 1999

- Colin Cunningham (Major Paul Davis)
- Marshall R. Teague (Colonel Frank Cromwell)
- Teryl Rothery (Dr Janet Frasier)
- Tobias Mehler (Lieutenant Graham Simmons)

### Épisode 17:Transfert
- États-Unis : 5 février 1999

- Teryl Rothery (Dr Janet Fraiser)
- Alvin Sanders (Fred)
- Melanie Skehar (Serveuse)
- Darryl Scheetar (Officier de police)

### Épisode 18:La Colère des dieux
- États-Unis : 12 février 1999

- Teryl Rothery (Dr Janet Fraiser)
- JR Bourne (Martouf/Lantash)
- Peter Williams (Apophis)
- Tobias Mehler (Lieutenant Graham Simmons)
- Dan Shea (Sergent Siler)

### Épisode 19:Le Faux pas
- États-Unis : 19 février 1999

- Teryl Rothery (Dr Janet Fraiser)
- Daniel Bacon (Sergent-Chef Russel Benson)
- Colin Heath (Alien)
- David Cameron (Steve)
- Richard DeKlerk (Joe)
- Shaun Phillips (Jim)

### Épisode 20:L'Ennemi invisible
- États-Unis : 26 février 1999

- Carmen Argenziano (Général Jacob Carter/Selmak)
- Teryl Rothery (Dr Janet Fraiser)
- Daniel Bacon (Sergent-Chef Russel Benson)
- Jeff Gulka (Charlie)

### Épisode 21:1969
- États-Unis : 5 mars 1999

- Alex Zahara (Michael)
- Elizabeth Hoffman (Catherine Langford)
- Aaron Pearl (Lieutenant Georges Hammond)
- Fred Henderson (Major Robert Thornbird)

### Épisode 22:Après un long sommeil (1/2)
- États-Unis : 12 mars 1999

Martin Wood
- Adaptation : Jonathan Glassner

- Teryl Rothery (Dr Janet Fraiser)
- Samantha Ferris (Dr Raully)
- Tom Butler (Major-Général Trofsky)
- Suanne Braun (Hathor)